# Parallelia latizona
Parallelia latizona là một loài bướm đêm trong họ Erebidae.